# Хворе кошеня
«Хворе кошеня» (англ. The Sick Kitten) — британський короткометражний німий фільм 1903 року, знятий Джорджем Альбертом Смітом. Стрічка є перезапуском загубленого фільму «Маленький лікар» (1901). У кіно, тривалістю 34 секунди, зображено двоє маленьких дітей, які доглядають за хворим кошеням.